# کندالیادا
کندالیادا (به لاتین: Kendaliadda) یک منطقهٔ مسکونی در سری‌لانکا است که در استان مرکزی (سری‌لانکا) واقع شده‌است.